# Bukit Jaya (Sungai Lilin)
Bukit Jaya is een bestuurslaag in het regentschap Musi Banyuasin van de provincie Zuid-Sumatra, Indonesië. Bukit Jaya telt 1760 inwoners (volkstelling 2010).